# Florence Scovel Shinn
Florence Scovel Shinn (Camden, Nueva Jersey, 24 de septiembre de 1871 - Manhattan, 17 de octubre de 1940) fue una artista estadounidense e ilustradora de libros que se convirtió en maestra espiritual y escritora metafísica en su mediana edad. En los círculos del Nuevo Pensamiento, es más conocida por su primer libro, The Game of Life and How to Play It (1925)  (El Juego de la Vida y Cómo Jugar).
Shinn expresó su filosofía cuando dijo:

Las fuerzas invisibles están siempre trabajando para el hombre que siempre está "tirando las cuerdas" a sí mismo, aunque él no lo sabe. Debido al poder vibratorio de las palabras, cualquiera que sea la voz del hombre, comienza a atraer.
El Juego de Vida, Florence Scovel Shinn

## Primeros años
Florence Scovel nació en Nueva Jersey, hija de Alden Cortlandt Scovel y Emily Hopkinson Scovel. Fue educada en Filadelfia, donde asistió a la Academia de Bellas Artes de Pensilvania y allí conoció a su futuro esposo, el artista Everett Shinn (1876-1953). Después del matrimonio se mudaron a un estudio en el 112 Waverly Place, cerca de Washington Square, Nueva York. Everett construyó un teatro al lado, y escribió tres obras en las que Florence desempeñó un papel destacado. Everett Shinn se hizo conocido como miembro de la Escuela Ashcan de arte, y Florence trabajó como ilustradora de libros. Se divorciaron en 1912.

## Escritos y Nuevo Pensamiento
Sus trabajos metafísicos comenzaron con su libro autopublicado "El juego de la vida y cómo jugarlo" en 1925. "Tu palabra es tu varita mágica" fue publicado en 1928 y "La puerta secreta al éxito" en 1940. Después de su muerte otros dos trabajos vieron la luz, "El poder de la palabra hablada" en 1945 por Shinn Press y "El camino mágico de la intuición". Este último libro fue publicado por Louise Hay en 2013 quién aseguró haberlo recibido de un distribuidor de libros raros en un manuscrito pequeño, mecanografiado y no publicado de los últimos escritos de Florence Scovel Shinn. He aquí un fragmento de la carta que recibió:

"Hace varios meses nos topamos con un artículo único de esa colección en la que creemos que usted podría estar interesada. El artículo es un manuscrito mecanografiado original de Florence Scovel Shinn, The Magic Path of Intuition. Estamos contactando para ver si usted o Hay House tienen interés en la compra de este excepcional manuscrito original orientado a compartir su contenido con el mundo,"

The Game of Life and How to Play it incluye citas de la Biblia y explicaciones anecdóticas de la comprensión de Dios y el hombre de la autora. Su filosofía se centra en el poder del pensamiento positivo y generalmente incluye instrucciones para la afirmación verbal o física.

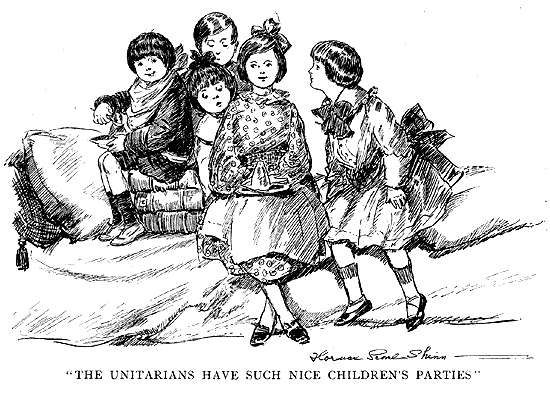
""Los Unitarios tienen agradables fiestas para los niños, dibujo publicado en The Century Illustrated Monthly Magazine, 1904.

Un consejo típico de Scovel Shinn es: "Es seguro decir que toda enfermedad e infelicidad provienen de la violación de la ley del amor. Un mandamiento nuevo os doy: 'Amaos unos a otros' y en el Juego de la Vida , El amor o la buena voluntad es el truco."
Su consejo normalmente es acompañado por una anécdota de la vida real, como en el consejo antes señalado respecto a "amarse los unos a los otros":

Una mujer que conozco, tuvo, durante años, una terrible enfermedad de la piel. Los médicos le dijeron que era incurable, y estaba desesperada. Trabajaba sobre los escenarios, y temía que pronto tuviera que renunciar a su profesión, y no tenía otros medios de apoyo. Ella, sin embargo, consiguió un buen contrato, y en la noche de estreno, tuvo una gran actuación. Recibió artículos halagadores de los críticos, y se alegró y se alegró. Al día siguiente recibió un aviso de despido. Un compañero del reparto estaba celoso de su éxito e hizo que fuera despedida. Sintió que el odio y el resentimiento tomaban posesión completa de ella, y gritó: "Oh Dios, no dejes que yo odie a ese hombre". Esa noche ella trabajó durante horas "en el silencio".

Dijo: "Pronto entré en un silencio muy profundo, parecía estar en paz conmigo misma, con el hombre y con el mundo entero. Continué con esto durante las dos noches siguientes, y al tercer día me encontré que estaba completamente curada de la enfermedad de la piel! " Al pedir amor, o buena voluntad, había cumplido la ley ("porque el amor es el cumplimiento de la ley") y la enfermedad (que proviene del resentimiento subconsciente) fue aniquilada.

Sus libros Your Word Is Your Wand y The Game of Life and How To Play It fueron publicados como audiolibros en 2014 y 2015 respectivamente, narrados por la actriz Hillary Hawkins.
Shinn se considera parte del movimiento del Nuevo Pensamiento, pues sus escritos están en la tradición de Phineas Quimby (1802-1866), Mary Baker Eddy (1821-1910), Emma Curtis Hopkins (1849-1925), y de Charles Fillmore (1854). -1948) y Myrtle Fillmore (1845-1931), cofundadores de la Iglesia de la Unidad.
La autora de motivación Louise Hay la reconoce como una influencia temprana.

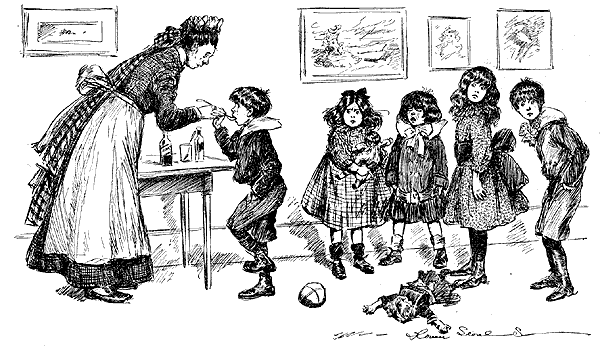
La hora feliz de la niñez, de la revista Harper's Magazine, agosto de 1903.

## Otras lecturas
- Rubinstein, Charlotte Streifer American Women Artists: From Early Indian Times to the Present Published 1982 G.K. Hall ISBN 0-8161-8535-2
- John Cook, Steve Deger, Leslie Ann Gibson The Book of Positive Quotations Published 2007, Fairview Press ISBN 1-57749-169-6 . Contains 8 quotations by Florence Scovel Shinn.
- Sheppard,  Alice (1984) There Were Ladies Present: American Women Cartoonists and Comic Artists in the Early Twentieth Century The Journal of American Culture 7 (3), 38–48 doi 10.1111/j.1542-734X.1984.0703_38.x  (enlace roto disponible en Internet Archive; véase el historial, la primera versión y la última). (pdf) Accessed May 2008
- «Obituary: MRS. FLORENCE SHINN, WRITER AND LECTURER; Specialised in Metaphysics-- Also Known as an Illustrator» (pdf). 18 de octubre de 1940. Consultado el 5 de julio de 2008.

La Colonia de Cornualles:
- Virginia Reed Colby, James B. Atkinson, Footprints of the Past, Images of Cornish, New Hampshire and the Cornish Colony. New Hampshire Historical Society, Concord, New Hampshire, 1996.